# Khalid Adem
Khalid Adem (* 1975, Äthiopien) ist ein äthiopischer Einwanderer in den USA, der dort als erste Person überhaupt wegen Beschneidung weiblicher Genitalien verurteilt wurde. Er wurde beschuldigt, im Jahre 2001 seiner damals zweijährigen Tochter mit einer Schere die Klitoris entfernt zu haben.

## Gerichtsverfahren
Vor Gericht stritt Adem die Vorwürfe ab. Er sagte über die Verstümmelung seiner Tochter: "Dies war eine Verletzung ihrer Rechte als Kind, ihre Rechte als Frau und vor allem ihre Rechte als Mensch, sie wird nie die gleichen sein". Dem entgegen stand ein Video seiner Tochter, welches aufgenommen wurde, als sie sieben Jahre alt war. In diesem beschuldigte sie ihren Vater. Die Mutter des Kindes sagte aus, dass sie erst bemerkte, dass ihre Tochter verstümmelt war, als sie sich in ihrem vierten Lebensjahre befand. 2006 wurde er zu einer Gesamtstrafe von 15 Jahren, davon zehn Jahre Gefängnis und fünf Jahre auf Bewährung, verurteilt. Die Mutter und ehemalige Frau von Adem trennte sich samt ihrer Tochter von Adem.
Nachdem Khalid Adem seine Strafe verbüßt hatte, wurde er abgeschoben.
Der Fall führte dazu, dass in den USA Genitalverstümmelung ausdrücklich unter Strafe gestellt wurde.